# Симптом Годельє
Симптом Годельє (фр. Godelier symptôme; також відомий як симптом Годельє-Ремлінже і Говорова-Годельє) — діагностичний симптом, який спостерігають у ранньому періоді епідемічного висипного тифу.

## Етимологія
Вперше симптом описав у 1853 році французький лікар Шарль Годельє (фр. Ch. Р. Godelie). Значно пізніше це зробив його співвітчизник П'єр Ремлінже (фр. P. A. Remlinger). Російські фахівці з історії медицини вважають, що раніше за Годельє, у 1812 році симптом описав російський лікар Яків Іванович Говоров, але в інших країнах тоді про це не знали. Тому частіше симптом приписують саме Годельє.  

## Методика визначення симптому
Хворого просять висунути язика з рота. При позитивному результаті спостерігають тремтливий повільний поштовхоподібний рух язика при спробі зробити це. Описують, що "він спотикається на передніх зубах". Видно фасцикулярні посмикування у язиці. Часто хворий при цьому взагалі не може висунути його за межі губ. Внаслідок порушення слиновиділення язик сухий, вкритий легким білим нашаруванням.
У розгорнутому періоді хвороби симптом часто не можна виявити через психотичні зміни, які відбуваються у хворого в розпалі хвороби, і неможливість виконанням ним інструкцій. 

## Сутність симптому
В основі утворення симптому лежить ураження довгастого мозку і в ньому пошкодження ядер під'язикового нерва, яке виникає внаслідок притаманного епідемічному висипному тифі тромбоваскуліту переважно дрібних кровоносних судин, що особливо виражено в структурах головного мозку.